# Euclides Gutiérrez Félix
Euclides Gutiérrez Félix (21 de mayo de 1936) es un historiador, abogado, maestro, académico, investigador, periodista y dirigente político dominicano, miembro del Partido de la Liberación Dominicana (PLD). Pertenece a una familia muy relacionada con Rafael Leónidas Trujillo. Ha ejercido los cargos de senador de la república en 1961 y ministro de Interior y Policía en 1965. Está casado con la abogada Flavia García.

## Biografía
Es un político nacido el 21 de mayo de 1936 en la ciudad de Santo Domingo. Se graduó como doctor en Derecho en la Universidad Autónoma de Santo Domingo en el año de 1960, habiendo sido ya corresponsal del periódico La Nación en Monte Cristi (1952-1954) y redactor de ese mismo periódico en Santo Domingo (1956-1957); también ejerció como columnista en los periódicos El Sol y El Nacional. 
Comenzó a trabajar como maestro al integrarse a la campaña de alfabetización de 1951 iniciada por el gobierno. A finales del año 1960 empezó a impartir clases en escuelas rurales en las primarias y secundarias de Monte Cristi,y en 1968 entró a formar parte del cuerpo docente de la Universidad Autónoma de Santo Domingo, donde permaneció más de 26 años.
En 1961 es elegido senador de la república; militó en el movimiento 14 de Junio y organizó, junto a otros profesionales del derecho, el grupo de abogados que se constituyeron defensores del grupo de guerrilleros constitucionalistas. Se sumó al movimiento militar constitucionalista iniciado el 24 de abril de 1965 y sustituyó al Coronel Rafael Fernández Domínguez como Ministro de Interior y Policía, en el gobierno de Francisco Alberto Caamaño.
Se integró al Partido Revolucionario Dominicano (PRD) en el 1968, donde fue secretario de prensa y colaboró en la reorganización de dicho partido. Fue miembro fundador del Partido de la Liberación Dominicana (PLD), organización a la que ha servido como encargado de prensa y de relaciones públicas, miembro de la Comisión Presidencial y la Comisión Electoral que dirigió las campañas políticas del PLD en 1986, 1990, 1994 y 1998. 
Es miembro del Comité Político y del Comité Central del Partido de la Liberación Dominicana; ha desempeñado las funciones de secretario de Estado, director general de la Corporación Dominicana de Empresas Estatales (CORDE) y superintendente de Seguros en el pasado gobierno del PLD 1996-2000. Fue secretario de estado sin cartera y encargado de la superintendencia de seguros en el gobierno del PLD 2004-2008 y en el período 2008-2012.

## Otras actividades
Como escritor, ha producido varias obras literarias y ensayos. Como historiador, ha participado en numerosos eventos y conferencias internacionales. Su trabajo en esta disciplina está orientado a los personajes destacados de la historia dominicana. Teniendo entre sus obras "Trujillo Un Monarca Sin Corona", "Magnicidios Dominicanos", "Perfil Biografico de Juan Bosch", "Haiti y La Republica Dominicana: Un Origen y dos Destinos", "Heroes y Proceres Dominicanos y Americanos"., algunas de sus obras han sido publicadas en varios idiomas, contando con más de 20 ediciones la primera y en la actualidad agotada y en proceso de reedición y revisión por el autor. Como escritor, Gutiérrez Félix se caracteriza por un estilo sencillo, comprensible y didáctico de los temas históricos dominicanos que trata., esto hace muy agradable y apreciable la lectura de sus obras, las que se cuentan entre las más vendidas del género histórico dominicano. Se suma a esto, su prodigiosa memoria para la narración de los hechos históricos dominicanos que relata en sus obras.